# Tweede Kamerverkiezingen 2006/Kandidatenlijst/GroenLinks
De kandidatenlijst voor de Tweede Kamerverkiezingen 2006 van GroenLinks werd op een partijcongres op 1 oktober 2006 door de aanwezige partijleden vastgesteld. De eerste zeven personen zijn ook daadwerkelijk gekozen.

## De lijst
- vet: verkozen
- schuin: voorkeurdrempel overschreden

1. Femke Halsema - 390.662 stemmen
2. Kees Vendrik - 5.680
3. Wijnand Duyvendak - 7.233
4. Mariko Peters - 8.268
5. Ineke van Gent - 6.030
6. Naïma Azough - 10.654
7. Tofik Dibi - 2.161
8. Jolande Sap[1][2] - 1.644
9. Mathieu Heemelaar[1] - 744
10. Isabelle Diks[1] - 1.450
11. Jup van 't Veld - 413
12. Mária van Veen - 937
13. Cees Korvinus - 1.220
14. Rik Grashoff - 398
15. Nen van Ramshorst - 397
16. Jaap Dirkmaat - 671
17. Birgül Dönmez - 3.501
18. Iwan Leeuwin - 2.486
19. René Kerkwijk - 438
20. Maarten van Beek - 201
21. Xaviera Ringeling - 869
22. Saranna Maureau - 300
23. Riza Diktas - 546
24. Tof Thissen - 626
25. Symone de Bruin - 501
26. Gon Mevis - 432
27. Jan Atze Nicolai - 415
28. Adri Wever - 176
29. Vincent Bijlo - 1.122
30. Kathalijne Buitenweg - 2.879

CDA · PvdA · VVD · SP · Fortuyn · GroenLinks · D66 · ChristenUnie · SGP · Nederland Transparant · PvdD · EénNL · PVV · Lijst 14 · Partij voor Nederland · CDDP · LibDem · VSP · Ad Bos Collectief · GVIP · Lijst 21 · Tamara's Open Partij · Solide Multiculturele Partij · hetZeteltje